# Cantó d'Albertville-Nord
El cantó d'Albertville-Nord és un cantó francès del departament de la Savoia, situat al districte d'Albertville. Té sis municipis i part del d'Albertville.

## Municipis
- Albertville-Nord (part nord : 7.905 hab)
- Allondaz
- Césarches
- Mercury
- Pallud
- Thénésol
- Venthon

## Història
| Període       | Identitat            | Partit | Qualitat                         |
| ------------- | -------------------- | ------ | -------------------------------- |
| 1973-1979     | Louis Marin-Matholaz | PCF    |                                  |
| 1979-1985     | Robert Collombier    | PS     |                                  |
| 1985-1998     | Michel Bailly        | RPR    | Adjunt a l'alcalde d'Albertville |
| 1998-en cours | François Rieu        | PS     | Alcalde de Grignon des de 2008   |

## Demografia
| 1882                                                          | 1926 | 1962 | 1968 | 1975 | 1982 | 1990   | 1999   | 2008   |
| ?                                                             | ?    | ?    | ?    | ?    | ?    | 13.105 | 13.255 | 15.008 |
| ------------------------------------------------------------- | ---- | ---- | ---- | ---- | ---- | ------ | ------ | ------ |
| Nombre retenu à partir de 1990: Població sense dobles comptes |      |      |      |      |      |        |        |        |